# 5053 Chladni
Az 5053 Chladni (ideiglenes jelöléssel 1985 FB2) a Naprendszer kisbolygóövében található aszteroida. Edward L. G. Bowell fedezte fel 1985. március 22-én.